# Dasarahalli, Malur
Dasarahalli là một làng thuộc tehsil Malur, huyện Kolar, bang Karnataka, Ấn Độ.